# Rubén Sánchez
Rubén Sánchez Sáez (Barcellona, 4 febbraio 2001) è un calciatore spagnolo, difensore dell'Espanyol.

## Carriera
Cresciuto nel settore giovanile dell'Espanyol, dopo tre stagioni trascorse in terza divisione con la squadra riserve, ha debuttato in prima squadra il 18 ottobre 2021, in occasione dell'incontro di Primera División vinto 2-0 contro il Cadice.

## Statistiche

### Presenze e reti nei club
Statistiche aggiornate al 16 marzo 2025.
| Stagione          | Squadra           | Campionato        | Campionato | Campionato | Coppe nazionali | Coppe nazionali | Coppe nazionali | Coppe continentali | Coppe continentali | Coppe continentali | Altre coppe | Altre coppe | Altre coppe | Totale | Totale |
| Stagione          | Squadra           | Comp              | Pres       | Reti       | Comp            | Pres            | Reti            | Comp               | Pres               | Reti               | Comp        | Pres        | Reti        | Pres   | Reti   |
| ----------------- | ----------------- | ----------------- | ---------- | ---------- | --------------- | --------------- | --------------- | ------------------ | ------------------ | ------------------ | ----------- | ----------- | ----------- | ------ | ------ |
| 2019-2020         | Espanyol B        | SDB               | 2          | 0          | -               | -               | -               | -                  | -                  | -                  | -           | -           | -           | 2      | 0      |
| 2020-2021         | Espanyol B        | SDB               | 13+7       | 0          | -               | -               | -               | -                  | -                  | -                  | -           | -           | -           | 20     | 0      |
| 2021-2022         | Espanyol B        | SDR               | 30+1       | 3          | -               | -               | -               | -                  | -                  | -                  | -           | -           | -           | 31     | 3      |
| Totale Espanyol B | Totale Espanyol B | Totale Espanyol B | 45+8       | 3          |                 | -               | -               |                    | -                  | -                  |             | -           | -           | 53     | 3      |
| 2021-2022         | Espanyol          | PD                | 4          | 0          | CR              | 0               | 0               | -                  | -                  | -                  | -           | -           | -           | 4      | 0      |
| 2022-2023         | Espanyol          | PD                | 18         | 0          | CR              | 2               | 0               | -                  | -                  | -                  | -           | -           | -           | 20     | 0      |
| 2023-gen. 2024    | Mirandés          | SD                | 21         | 0          | CR              | -               | -               | -                  | -                  | -                  | -           | -           | -           | 21     | 0      |
| gen.-giu. 2024    | Espanyol          | SD                | 5          | 0          | CR              | -               | -               | -                  | -                  | -                  | -           | -           | -           | 5      | 0      |
| Totale Espanyol   | Totale Espanyol   | Totale Espanyol   | 27         | 0          |                 | 2               | 0               |                    | -                  | -                  |             | -           | -           | 29     | 0      |
| 2024-2025         | Granada           | SD                | 22         | 1          | CR              | 1               | 0               | -                  | -                  | -                  | -           | -           | -           | 23     | 1      |
| Totale carriera   | Totale carriera   | Totale carriera   | 123        | 4          |                 | 3               | 0               |                    | -                  | -                  |             | -           | -           | 126    | 4      |